# Румшишкес
Румшишкес (на литовски: Rumšiškės) е град в Литва на двайсет километра източно от Каунас, разположен на северния бряг на каунаския язовир.
В периода 1940 – 1941 г. е създаден концентрационен лагер на Съветският съюз близо до село Правиенишкес. След 1941 г. лагерът е ползван от нацистите. Всички членове на еврейската общност са убити от нацистите и местните колаборационисти.
Румшишкес е най-известен със своя етнографски музей на открито (основан през 1966 г. и отворен през 1974 г.), който е един от най-големите в Европа. В него се намират 90 820 експоната.